# Nowe (Melitopol)
Nowe (ukrainisch Нове; russisch Новое Nowoje) ist ein Ansiedlung im Süden der ukrainischen Oblast Saporischschja mit etwa 900 Einwohnern.

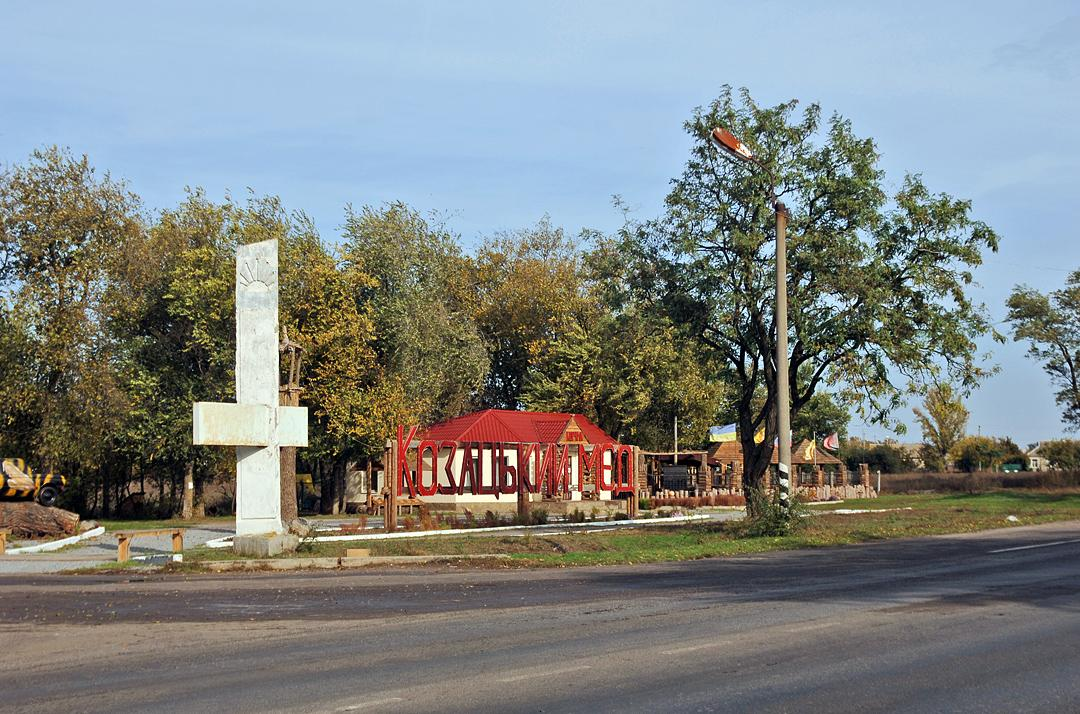
Ortseinfahrt an der Fernstraße M 18

Die Ansiedlung entstand 1931 im Zusammenhang mit der Einrichtung einer Geflügelfarm, 1956 erhielt sie ihren heutigen Namen. Es liegt südlich des Kanal R-9 westlich der ukrainischen Fernstraße M 18 und östlich der Bahnstrecke Sewastopol–Charkiw, 10 km südwestlich vom Rajonzentrum Melitopol und etwa 120 km südöstlich vom Oblastzentrum Saporischschja entfernt.
Im März 2022 wurde der Ort durch russische Truppen im Rahmen des Russischen Überfalls auf die Ukraine eingenommen und befindet sich seither nicht mehr unter ukrainischer Kontrolle.

## Verwaltungsgliederung
Am 22. April 2019 wurde die Ansiedlung zum Zentrum der neugegründeten Landgemeinde Nowe (Новенська сільська громада/Nowenska silska hromada). Zu dieser zählen auch die 7 in der untenstehenden Tabelle aufgelisteten Dörfer sowie die Ansiedlungen Fruktowe, Sadowe und Selene, bis dahin bildete sie zusammen mit den Dörfern Danylo-Iwaniwka, Pischtschanske und Taschtschenak sowie den Ansiedlungen Sadowe und Selene die gleichnamige Landratsgemeinde Nowe (Новенська сільська рада/Nowenska silska rada) im Süden des Rajons Melitopol.
Am 12. Juni 2020 kam noch das Dorf Mordwyniwka zum Gemeindegebiet.
Folgende Orte sind neben dem Hauptort Nowe Teil der Gemeinde:
| Name                     | Name            | Name                              |
| ukrainisch transkribiert | ukrainisch      | russisch                          |
| ------------------------ | --------------- | --------------------------------- |
| Danylo-Iwaniwka          | Данило-Іванівка | Данило-Ивановка (Danilo-Iwanowka) |
| Dolynske                 | Долинське       | Долинское (Dolinskoje)            |
| Fruktowe                 | Фруктове        | Фруктовое (Fruktowoje)            |
| Kyrpytschne              | Кирпичне        | Кирпичное (Kirpitschnoje)         |
| Mordwyniwka              | Мордвинівка     | Мордвиновка (Mordwinowka)         |
| Pischtschanske           | Піщанське       | Песчанское (Pestschanskoje)       |
| Romaschky                | Ромашки         | Ромашки (Romaschki)               |
| Sadowe                   | Садове          | Садовое (Sadowoje)                |
| Selene                   | Зелене          | Зелёное (Seljonoje)               |
| Taschtschenak            | Тащенак         | Тащенак                           |
| Udatschne                | Удачне          | Удачное (Udatschnoje)             |